# ریشارد کوبوس
ریشارد کوبوس (انگلیسی: Richard Kubus; ۳۰ مارس ۱۹۱۴ – ۱۹۸۷ (۷۲−۷۳ سال)) بازیکن فوتبال اهل آلمان بود.
از باشگاه‌هایی که در آن بازی کرده‌است می‌توان به اشاره کرد.
وی همچنین در تیم ملی فوتبال آلمان بازی کرده‌است.